# Popgrama
Popgrama va ser un programa espanyol de televisió, emès per La 2 de TVE entre 1977 i 1981. La sintonia de capçalera era Preludi i record del grup català Iceberg.

## Format
Subtitulat Revista de rock & rollo i aparador del moviment de la moguda madrilenya es va tractar d'un programa que va donar cabuda a expressions artístiques del que va donar a anomenar-se contracultura, tant cinema o còmic com especialment música. Junt a Montserrat Doménech, Moncho Alpuente, Paco de La Fuente i Ramón Trecet, va haver-hi tres rostres especialment clau en el desenvolupament de l'espai: Carlos Tena, bolcat amb els moviments musicals internacionals, Àngel Casas i Mas, que donava una visió de l'actualitat musical a Barcelona i Diego A. Manrique, que va ser una mena d'editorialista.
A l'espai, a més, era freqüent l'emissió en diferit de concerts de música com el II Concurs de rock Vila de Madrid, guanyat per Paracelso, dEl Gran Wyoming (1979) o el Concert homenatge a Canito (1980). Altres artistes que van desfilar pel programa van ser Kaka de Luxe (en el que va suposar la primera aparició en les pantalles de la posteriorment famosíssima Alaska).